# The Best of Hot Tuna
The Best of Hot Tuna è una compilation degli Hot Tuna pubblicata nel 1998 dalla RCA Records.

## Tracce

### Disco uno
1. Hesitation Blues (Brano tradizionale) (dall'album Hot Tuna) – 5:05
2. Know You Rider (Brano tradizionale) (dall'album Hot Tuna) – 4:07
3. Winin' Boy Blues (Jelly Roll Morton) (dall'album Hot Tuna) – 5:31
4. Mann's Fate (Jorma Kaukonen) (dall'album Hot Tuna) – 5:20
5. Keep Your Lamps Trimmed and Burning (Rev. Gary Davis) (dall'album First Pull Up, Then Pull Down) – 8:15
6. Candy Man (Davis) (dall'album First Pull Up, Then Pull Down) – 5:48
7. Been So Long (Kaukonen) (dal singolo "Been So Long") – 3:45
8. Keep On Truckin' (B. Carleton) (dall'album Burgers) – 3:40
9. 99 Year Blues (Julius Daniels) (dall'album Burgers) – 3:57
10. Ode for Billy Dean (Kaukonen) (dall'album Burgers) – 4:50
11. Sea Child (Kaukonen) (dall'album Burgers) – 5:00
12. Water Song (Kaukonen) (dall'album Burgers) – 5:15
13. I See the Light (Kaukonen) (dall'album The Phosphorescent Rat) – 4:15
14. Living Just for You (Kaukonen) (dall'album The Phosphorescent Rat) – 3:18
15. Easy Now (Kaukonen) (dall'album The Phosphorescent Rat) – 5:10
16. Sally Where'd You Get Yopur Liquor From (Davis) (dall'album The Phosphorescent Rat) – 2:56

### Disco due
1. Hit Single #1 (Kaukonen) (dall'album America's Choice) – 5:13
2. Serpent of Dreams (Kaukonen) (dall'album America's Choice) – 6:51
3. Sleep Song (Kaukonen) (dall'album America's Choice) – 4:23
4. Funky #7 (Jack Casady, Kaukonen) (dall'album America's Choice) – 5:47
5. Hot Jelly Roll Blues (Bo Carter) (dall'album Yellow Fever) – 4:21
6. Sunrise Dance with the Devil (Kaukonen) (dall'album Yellow Fever) – 4:28
7. Bar Room Crystal Ball (Kaukonen) (dall'album Yellow Fever) – 6:52
8. I Wish You Would (Billy Boy Arnold) (dall'album Hoppkorv) – 3:10
9. Watch the North Wind Rise (Kaukonen) (dall'album Hoppkorv) – 4:39
10. It's So Easy (Buddy Holly, Norman Petty) (dall'album Hoppkorv) – 2:35
11. Song from the Stainless Cymbal (Kaukonen) (dall'album Hoppkorv) – 4:02
12. Genesis (Kaukonen) (dall'album Double Dose) – 4:27
13. Rock Me Baby (Joe Josea, B. B. King)  – 7:36
14. Extrication Love Song (Kaukonen) (dall'album Double Dose) – 5:20

## Musicisti
- Jorma Kaukonen – chitarra, voce
- Jack Casady – basso acustico ed elettrico
- Will Scarlett – armonica a bocca
- Sammy Piazza – batteria
- Papa John Creach – violino
- Bob Steeler – batteria
- Nick Buck – sintetizzatore